# Voetbal '80
Voetbal '80 was een Nederlands televisieprogramma dat vanaf het seizoen 1979-1980 tot 1986 door de VARA werd uitgezonden en werd gepresenteerd door Felix Meurders of Maarten Spanjer en aanvankelijk ook Jan Mulder.
Het programma was de opvolger van FC Avondrood (van 1977-1979 onderdeel van VARA-Visie) en besteedde voornamelijk aandacht aan voetbal maar soms ook weleens aan een andere sport.
In tegenstelling tot Studio Sport werd ook regelmatig aandacht besteed aan amateurclubs maar ook aan de kleinere clubs in het betaald voetbal. Zo werd er bijvoorbeeld een hele uitzending aan SC Veendam gewijd. 
Andere medewerkers aan het programma waren onder meer Harry Vermeegen en Maarten Spanjer die Drs. Vijfje de voetbalombudsman speelde. Ook verzorgde hij de rubriek Het Miskende Talent. Ton van Duinhoven speelde "Feyenoord suppoost Crooswijk". 